# Theodor Langhans
Theodor Langhans (Usingen, 28 settembre 1839 – Berna, 22 ottobre 1915) è stato un medico anatomopatologo tedesco, ricordato soprattutto per la sua scoperta delle cellule giganti multinucleate che si trovano nei granulomi e che sono state denominate in suo onore cellule giganti di Langhans.

## Biografia
Studiò medicina ad Heidelberg, Gottinga sotto la guida di Henle (1809-1885), a Berlino con Virchow (1821-1902) e a Würzburg dove divenne assistente di von Recklinghausen (1833-1910).
Dedicatosi alla ricerca in patologia generale e in anatomia patologica, nel 1867 ottenne la cattedra all'Università di Marburgo e nel 1872 divenne professore ordinario di patologia a Giessen, succedendo a Winther (1812-1871). Per quarant'anni, dal 1872 fino al 1912, Langhans fu professore di anatomia patologica all'Università di Berna; qui ebbe fra i suoi allievi, come assistente, il chirurgo Fritz de Quervain (1868-1940).
Langhans è noto per alcuni importanti studi nel campo della patologia generale e dell'anatomia patologica. Oltre alle cellule giganti multinucleate che portano il suo nome, ha studiato il citotrofoblasto detto talora «foglietto embrionario di Langhans».